# 행오버 3
《행오버 3》(영어: The Hangover Part III)는 2013년 개봉한 미국의 코미디 영화이다. 토드 필립스가 감독하고 필립스가 크레이그 매진이 공동 각본을 썼다. 레전더리 픽처스가 제작하고 워너 브라더스가 배급하였다. 이 영화는 행오버 3부작의 세 번째이자 마지막 편이다. 브래들리 쿠퍼, 에드 헬름스, 자흐 갈리피아나키스, 저스틴 바사와 켄 정, 이외에 조연 역할에는 제프리 탬버, 헤더 그레이엄, 마이크 엡스, 멜리사 맥카시와 존 굿맨이 출연한다. 이 영화는 "행오버 2"가 공개되기 며칠 전에 공동으로 각본을 쓴 매진에 의해 발표 되었다. 2012년 1월에 주요 배우가 다시 출연에 서명하였다. 2012년 6월에서 9월 사이에 조연 역할이 확정되었다.
2012년 3월 워너브라더스는 미국 메모리얼 주간에 개봉한다고 발표했다. 본 촬영은 2012년 9월부터 애리조나주, 노갤러스 및 네바다주, 라스베이거스로 옮기기 전에 캘리포니아주 로스앤젤레스에서 진행되었다. 영화는 2013년 5월 23일 미국에서 개봉되었다.

## 출연
- 브래들리 쿠퍼 - 필립 "필" 웨넥 역
- 에드 헬름스 - 닥터 스튜어트 "스투" 프리스 역
- 자흐 갈리피아나키스 - 앨런 가너 역
- 저스틴 바사 - 더글라스 "더그" 빌링스 역
- 켄 정 - 레슬리 초우 역
- 존 굿맨 - 마샬 역
- 멜리사 맥카시 - 카산드라 "캐시" 가너 역
- 제프리 탬버 - 시드니 "시드" 가너 역
- 헤더 그레이엄 - 제이드 역
- 마이크 엡스 - 블랙 더글라스 "더그" 역
- 사샤 바레즈 - 트레이시 빌링스 역
- 제이미 정 - 로렌 프리스 역
- 질리언 빅맨 - 스테파니 웨넥 역
- 마이크 발레리 - 니코 역
- 조니 코인 - 헥터 역
- 오스카 토레 - 장교 바스케스 역
- 크리스털 더 멍키 - 학점 장면에서 약물 치료 원숭이 역